# 主婦休みの日
主婦休みの日はサンケイリビング新聞社が2009年から提唱する日本の記念日。
年3回、1月25日、5月25日、9月25日であるとする。
1. 家事や育児に頑張る主婦がリフレッシュできる日。
2. 家族が元気になってニッポンも元気になる日。
3. 夫や子どもが家事にチャレンジする日＆パパと子どもが一緒に行動する日。

としている。